# Бараново (Весьегонский район)
Бара́ново — деревня в Весьегонском муниципальном округе (до 31 мая 2019 года — в Весьегонском районе) Тверской области. Входила в состав Ивановского сельского поселения.

## География
Деревня расположена в 1,5 км к востоку от южной окраины города Весьегонска, на берегу Рыбинского водохранилища при впадении в него Кесьмы.    

## История
Деревня упоминалась в 1628 году как вотчина московского Симонова монастыря. 

## Название
Название деревни — от мужского личного имени Баран, в значении «упрямый, настойчивый, упорный».
Прежние названия
Баранов Двор (1628)

## Население
| 2010 |
| ---- |
| 100  |

По состоянию на 1859 год в деревне Бараново («при реке Кесьме») 1 стана Весьегонского уезда в 34 дворах проживали 160 человек (77 мужчин, 83 женщины), казённые крестьяне.

По данным Всероссийской переписи населения 2002 года в деревне Бараново Барановского сельского округа Весьегонского района проживали 110 человек, преобладающая национальность — русские (95 %).